# باکونی‌کوپپانی
باکونی‌کوپپانی (به مجاری: Bakonykoppány) یک شهرداری در مجارستان است که در ناحیه پاپا واقع شده‌است. باکونی‌کوپپانی ۶٫۸۳ کیلومتر مربع مساحت و ۲۲۵ نفر جمعیت دارد.